# رسول‌لو (ایمیشلی)
رسول‌لو (به ترکی آذربایجانی: Rəsullu) یک منطقه مسکونی در جمهوری آذربایجان است که در شهرستان ایمیشلی واقع شده است. رسول‌لو ۱۳۶۹ نفر جمعیت دارد.